# Wenman Coke (1828–1907)
Wenman Clarence Walpole Coke, född den 13 juli 1828, död den 10 januari 1907, var en brittisk militär och liberal parlamentsledamot.
Coke var fjärde sonen till lantbruksreformatorn Thomas Coke, 1:e earl av Leicester (Coke av Norfolk), i hans andra äktenskap med lady Anne Emilia, dotter till William Keppel, 4:e earl av Albemarle.
Coke var överstelöjtnant i Scots Guards och deltog i Krimkriget. Han satt i underhuset från 1858, då han vann ett fyllnadsval i valkretsen East Norfolk, och därefter följande mandatperiod 1859 till 1865.